# Gustav Seyffarth

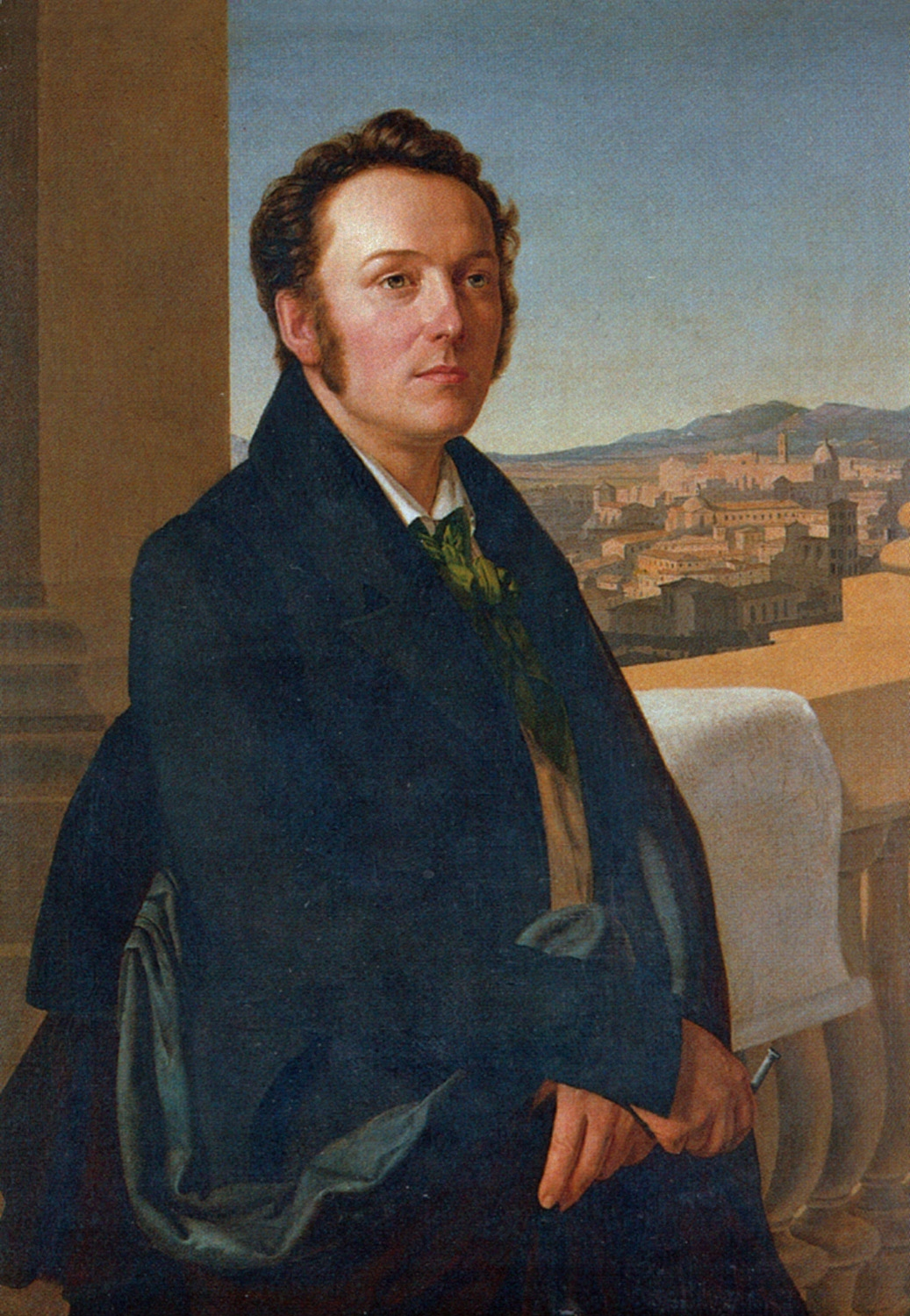
Gustav Adolph Hennig: Porträt Gustav Seyffarth, Gemälde aus dem Jahr 1837

Gustav Seyffarth (* 13. Juli 1796 in Uebigau; † 17. November 1885 in New York, USA) war ein früher sächsischer Ägyptologe. Als Nachfolger des Philologen Friedrich August Spohn an der Universität Leipzig übernahm er dessen Nachlass, in dem sich ein Entzifferungsversuch der Hieroglyphen befand.

## Ausbildung
Der Sohn des lutherischen Pfarrers Traugott August Seyffarth (1762–1831) besuchte anfänglich die Pfarrschulen im Dienstbereich seines Vaters. Mit vierzehn Jahren kam er nach St. Afra in Meißen bei Dresden. Dort vervollkommnete er seine Latein- und Griechischkenntnisse und ging mit hervorragenden Zeugnissen an die Universität Leipzig. Er immatrikulierte sich für Theologie. Nach vier Jahren erhielt er den Magister- und Doktortitel mit besonderer Empfehlung an das Ministerium. Darauf bereitete er sich auf die Übernahme einer theologischen Professur vor. Währenddessen studierte er orientalische Sprachen. 1823 erhielt er die Erlaubnis, Vorlesungen zu halten. Als 1824 der Altphilologe Spohn starb, erhielt Seyffarth den Auftrag, dessen Werk über die ägyptischen Hieroglyphen fortzusetzen. Bei der Sichtung des Nachlasses kam er zu der Auffassung, dass Spohns Behauptungen an den Papyrus-Beständen der europäischen Museen überprüft werden müssen. Für die dafür notwendige Reise erhielt er ein kleines Stipendium des sächsischen Kultusministeriums.

## Europareise und das „Duell“ mit Champollion
Zur Überprüfung und Ausarbeitung dieses Versuchs unternahm er eine Reise zu allen Museen und Sammlungen, in denen sich Aegyptiaca befanden. Er erkannte, dass Hieroglyphen weder ganze Wörter noch einzelne Buchstaben wiedergaben, sondern Gruppen von Konsonanten, was er als Silben bezeichnete. Deutzeichen oder Determinative übertrug er jedoch entgegen moderner Umschrift ebenfalls.
Historisch ordnete er das Altägyptische als Vorläufer des Koptischen in die semitische Sprachgruppe ein.
Auf einer Italienreise gelang es ihm, den Königspapyrus Turin zu rekonstruieren. Auf der gleichen Reise wurde er in Rom zu einem Diskussionsduell von seinem Kollegen und Konkurrenten Jean-François Champollion herausgefordert. Obwohl Champollion nur ein-konsonantige Zeichen lesen konnte und damit weit hinter Seyffarth zurück war, nahm Champollion die unwissenden Zuhörer für sich ein.

## Als Archäologe in Leipzig

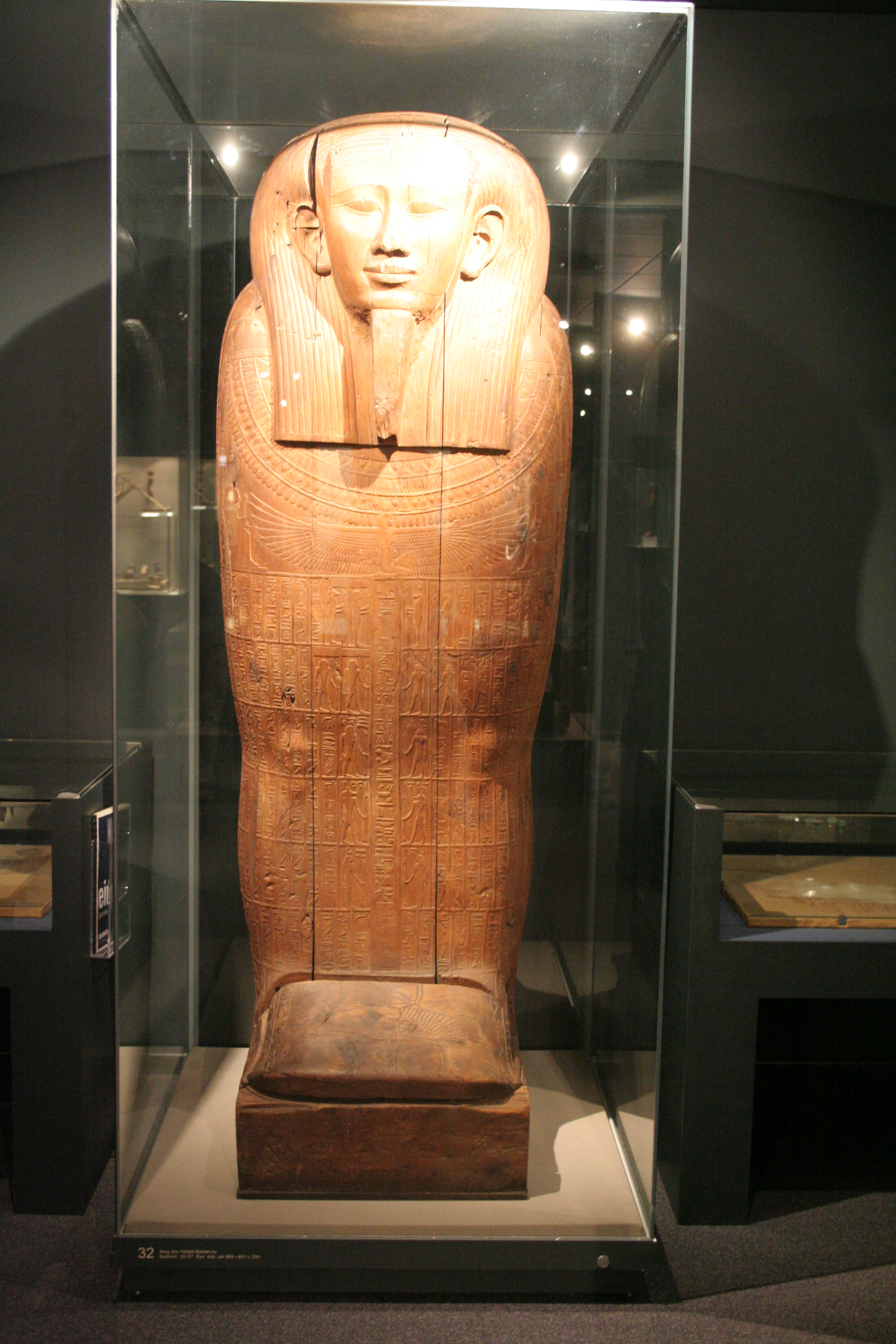
Mit dem Sarkophag des Hedbastiru legte Seyffarth den Grundstock für das Ägyptische Museum der Universität Leipzig

Zurück in Leipzig versuchte Seyffarth die Ergebnisse seiner Studienreisen zu veröffentlichen, was aber scheiterte. 1830 wurde er zum außerordentlichen Professor für Archäologie an der Universität Leipzig ernannt, wo er 1840 den Kauf des ersten ägyptischen Exponats für das spätere Ägyptische Museum der Universität Leipzig veranlasste.
Er schaffte es nicht, gegen das Netzwerk von Ägyptologen anzukämpfen, das von dem preußischen Staatsbeamten Bunsen aufgebaut wurde und Champollion als Entzifferer der Hieroglyphen darstellte. Seyffarth hatte nur wenige Schüler; einer der bekanntesten war Max Uhlemann.
Seyffarth wurde gezwungen, seine Stelle in Leipzig aufzugeben, und wanderte 1854 in die Vereinigten Staaten aus. Dort arbeitete er zuerst in St. Louis als Lehrer. Ab 1859 lebte er als Privatgelehrter in New York, wo er die dortigen ägyptischen Objekte erforschte und 1885 starb.
Im Gründungsjahr 1846 wurde er ordentliches Mitglied der Königlich Sächsischen Gesellschaft der Wissenschaften; ab 1855 war er korrespondierendes Mitglied.
Trotz großer Begabung und Mühe gelang es Seyffarth nicht, gegen das sich entwickelnde Establishment der Ägyptologen in Paris, Berlin und Pisa eine eigene Position zu behaupten. Mit den britischen Ägyptologen John Gardner Wilkinson oder George Rawlinson, mit denen er viele Ansichten teilte, nahm er nie Verbindung auf.

## Mitgliedschaften
Gustav Seyffarth war Mitglied der Deutschen Morgenländischen Gesellschaft.

## Schriften
- De lingua et literis veterum Aegyptiorum. 1825.
- Clavis Aegyptiaca. 1826.
- De Hieroglyphica Aegyptiorum scriptura. 1826.
- Rudimenta Hieroglyphices. 1826.
- Beitraege zur Kenntniss der Literatur, Kunst, Mythologie und Geschichte des alten Aegypten. 1826 ff.
- Thesaurus Copticus libri quattuor. 1829.
- Alphabeta genuina Aegyptiorum. 1840.
- Die Grundsätze der Mythologie und der alten Religionsgeschichte sowie der hieroglyphischen Systeme de Sacy's, Palin's, Young's, Spohn's, Champollion's, Janelli's und des Verfassers. 1843 (Digitalisat).
- Chronologia sacra. Untersuchungen über das Geburtsjahr des Herrn. 1846 (Digitalisat).
- Haben die Hebräer schon vor Jerusalems Zerstörung nach Mondmonaten gerechnet? In: Zeitschrift der Deutschen Morgenländischen Gesellschaft. Band 2. 1848. S. 344–355 (Digitalisat).
- Die Phoenixperiode. In: Zeitschrift der Deutschen Morgenländischen Gesellschaft. Band 3. 1849. S. 63–89 (Digitalisat).
- Der Hieroglyphenschlüssel. In: Zeitschrift der Deutschen Morgenländischen Gesellschaft. Band 4. 1850. S. 377–391 (Digitalisat).
- Grammatica Aegyptiaca. Erste Anleitung zum Uebersetzen altägyptischer Literaturwerke nebst der Geschichte des Hieroglyphenschlüssels. 1855 (Digitalisat).
- Theologische Schriften der alten Aegypter. Nach dem Turiner Papyrus zum ersten Male übersetzt. 1855 (Digitalisat).
- Uebersicht neuer Entdeckungen in der biblischen Zeitrechnung, allgemeinen Weltgeschichte und aegyptischen Altertumskunde, nebst Übersetzung des ersten heiligen Buches der alten Aegypter. 1857 (Digitalisat).